# Pseudococcus agropyri
Pseudococcus agropyri är en insektsart som beskrevs av Savescu 1985. Pseudococcus agropyri ingår i släktet Pseudococcus och familjen ullsköldlöss.
Artens utbredningsområde är Rumänien. Inga underarter finns listade i Catalogue of Life.